# Тройна корона на плуването в открити води
Тройната корона на плуването в открити води е маратонско плувно предизвикателство, състоящо се от три исторически важни плувания:
1. Ламаншът, 33 км между Франция и Англия;
2. Канал Каталина (Catalina Channel), 32,5 км между остров Каталина и континенталната част на Калифорния;
3. Плуване около 20 моста/20 Bridges Swim / (преди известно като Manhattan Island Swim), 48,5 км плаване около остров Манхатън, Ню Йорк.

Към декември 2023 г. тези разстояния са преплували 331 плувци
Рекордът за преплуване общо на 3 корони принадлежи на българина Петър Стойчев с общо време от 22 часа, 8 минути и 46 секунди. с преплуването на Ламанша за 9 часа и 44 минути на 30-годишна възраст, с обикалянето на остров Манхатън за 5 часа и 57 минути на 32-годишна възраст и с преплуването на протока Каталина за 8 часа и 56 минути на 41-годишна възраст.